# آتش سرد
آتش سرد به کارگردانی رضا ابوفاضلی و به تهیه کنندگی علی مهام و به نویسندگی محسن سرتیپی و نازنین فرخلو در ۳۰ قسمت از شبکه ۲ سیما است.

## داستان
در خلاصه داستان آن آمده‌است: فرید، پدر و مادرش را در یک حادثه از دست داده و وارث نیمی از کارخانه‌ای بزرگ است. محسن تاجیک شوهر عمه فرید که قیم قانونی او نیز است، متوجه دستکاری در حساب‌های کارخانه می‌شود…

## بازیگران
- عبدالرضا اکبری
- پرویز فلاحی‌پور
- شاهد احمدلو
- فریبا متخصص
- جعفر دهقان
- شیوا خسرومهر
- مهدی سلوکی
- بهزاد خداویسی
- مهسا کرامتی
- پویا امینی
- مهدی فقیه
- مریم موسویان
- سارا احمدیان
- مرتضی ضرابی
- یلدا قشقایی
- پرهام امینی
- محسن اصلانی
- حمیدرضا عرب سرخی
- حسین حاجیعلی
- رومسیا طاهری
- امیرعلی موسوی
- ابوالفضل باباجانپور